# Europese kampioenschappen atletiek 2002
De Europese kampioenschappen atletiek 2002 werden van 6 tot 11 augustus 2002 gehouden in het Olympiastadion in München, Duitsland. Er deden 1162 atleten uit 47 landen mee aan het toernooi. De atleten streden met elkaar op 24 onderdelen bij de mannen en 22 bij de vrouwen. Bij de vrouwen werd het onderdeel 10 kilometer snelwandelen verzwaard tot 20 kilometer.

## Medailles

### Mannen
| Onderdeel            | Goud                                                                            | Goud       | Zilver                                                                    | Zilver   | Brons                                                                   | Brons    |
| -------------------- | ------------------------------------------------------------------------------- | ---------- | ------------------------------------------------------------------------- | -------- | ----------------------------------------------------------------------- | -------- |
| 100 m                | Francis Obikwelu Portugal                                                       | 10,06      | Darren Campbell Verenigd Koninkrijk                                       | 10,15    | Roland Németh Hongarije                                                 | 10,27    |
| 200 m                | Konstantinos Kenteris Griekenland                                               | 19,85      | Francis Obikwelu Portugal                                                 | 20,21    | Marlon Devonish Verenigd Koninkrijk                                     | 20,24    |
| 400 m                | Ingo Schultz Duitsland                                                          | 45,14      | David Canal Spanje                                                        | 45,24    | Daniel Caines Verenigd Koninkrijk                                       | 45,28    |
| 800 m                | Wilson Kipketer Denemarken                                                      | 1.47,25    | André Bucher Zwitserland                                                  | 1.47,43  | Nils Schumann Duitsland                                                 | 1.47,60  |
| 1500 m               | Mehdi Baala Frankrijk                                                           | 3.45,25    | Reyes Estévez Spanje                                                      | 3.45,25  | Rui Silva Portugal                                                      | 3.45,43  |
| 5000 m               | Alberto García Spanje                                                           | 13.38,18   | Ismaïl Sghyr Frankrijk                                                    | 13.39,81 | Serhij Lebid Oekraïne                                                   | 13.40,00 |
| 10.000 m             | José Manuel Martínez Spanje                                                     | 27.47,65   | Dieter Baumann Duitsland                                                  | 27.47,87 | José Ríos Spanje                                                        | 27.48,29 |
| Marathon details     | Janne Holmén Finland                                                            | 2:12.14    | Pavel Loskutov Estland                                                    | 2:13.18  | Julio Rey Spanje                                                        | 2:13.21  |
| 110 m horden         | Colin Jackson Verenigd Koninkrijk                                               | 13,11      | Staņislavs Olijars Letland                                                | 13,22    | Artur Kohutek Polen                                                     | 13,32    |
| 400 m horden         | Stéphane Diagana Frankrijk                                                      | 47,58      | Jiří Mužík Tsjechië                                                       | 48,43    | Paweł Januszewski Polen                                                 | 48,46    |
| 3000 m steeple       | Antonio David Jiménez Spanje                                                    | 8.24,34    | Simon Vroemen Nederland                                                   | 8.24,45  | Luis Miguel Martín Spanje                                               | 8.24,72  |
| 20 km snelwandelen   | Paquillo Fernández Spanje                                                       | 1:18.37    | Vladimir Andreyev Rusland                                                 | 1:19.56  | Juan Manuel Molina Spanje                                               | 1:20.36  |
| 50 km snelwandelen   | Robert Korzeniowski Polen                                                       | 3:36.39 WR | Aleksej Vojevodin Rusland                                                 | 3:40.16  | Jesús Ángel García Spanje                                               | 3:44.33  |
| 4x100 m              | Oekraïne Kostyantyn Vasyukov Kostyantyn Rurak Anatoliy Dovhal Oleksandr Kaydash | 38,53      | Polen Ryszard Pilarczyk Łukasz Chyła Marcin Nowak Marcin Urbaś            | 38,71    | Duitsland Ronny Ostwald Marc Blume Alexander Kosenkow Christian Schacht | 38,88    |
| 4x400 m              | Verenigd Koninkrijk Jared Deacon Matthew Elias Jamie Baulch Daniel Caines       | 3.01,25    | Rusland Oleg Mishukov Andrey Semyonov Ruslan Mashchenko Joeri Borzakovski | 3.01,34  | Frankrijk Leslie Djhone Ahmed Douhou Naman Keïta Ibrahima Wade          | 3.02,76  |
| Hoogspringen         | Jaroslav Rybakov Rusland                                                        | 2,31       | Stefan Holm Zweden                                                        | 2,29     | Staffan Strand Zweden                                                   | 2,27     |
| Verspringen          | Olexiy Lukashevych Oekraïne                                                     | 8,08       | Siniša Ergotić Kroatië                                                    | 8,00     | Yago Lamela Spanje                                                      | 7,99     |
| Polsstokhoogspringen | Aleksandr Averboech Israël                                                      | 5,85       | Lars Börgeling Duitsland                                                  | 5,80     | Tim Lobinger Duitsland                                                  | 5,80     |
| Hink-stap-springen   | Christian Olsson Zweden                                                         | 17,53      | Charles Friedek Duitsland                                                 | 17,33    | Jonathan Edwards Verenigd Koninkrijk                                    | 17,32    |
| Kogelstoten          | Joeri Bilonoh Oekraïne                                                          | 21,37      | Joachim Olsen Denemarken                                                  | 21,16    | Ralf Bartels Duitsland                                                  | 20,58    |
| Discuswerpen         | Róbert Fazekas Hongarije                                                        | 68,83      | Virgilijus Alekna Litouwen                                                | 66,62    | Michael Möllenbeck Duitsland                                            | 66,37    |
| Speerwerpen          | Steve Backley Verenigd Koninkrijk                                               | 88,54      | Sergej Makarov Rusland                                                    | 88,05    | Boris Henry Duitsland                                                   | 85,33    |
| Kogelslingeren       | Adrián Annus Hongarije                                                          | 81,17      | Vladyslav Piskunov Oekraïne                                               | 80,39    | Alexandros Papadimitriou Griekenland                                    | 80,21    |
| Tienkamp             | Roman Šebrle Tsjechië                                                           | 8800       | Erki Nool Estland                                                         | 8438     | Lev Lobodin Rusland                                                     | 8390     |

### Vrouwen
| Onderdeel            | Goud                                                                   | Goud     | Zilver                                                                           | Zilver      | Brons                                                                      | Brons    |
| -------------------- | ---------------------------------------------------------------------- | -------- | -------------------------------------------------------------------------------- | ----------- | -------------------------------------------------------------------------- | -------- |
| 100 m                | Ekateríni Thánou Griekenland                                           | 11,10    | Kim Gevaert België                                                               | 11,22       | Manuela Levorato Italië                                                    | 11,23    |
| 200 m                | Muriel Hurtis Frankrijk                                                | 22,43    | Kim Gevaert België                                                               | 22,53       | Manuela Levorato Italië                                                    | 22,75    |
| 400 m                | Olesja Zykina Rusland                                                  | 50,45    | Grit Breuer Duitsland                                                            | 50,70       | Lee McConnell Verenigd Koninkrijk                                          | 51,02    |
| 800 m                | Jolanda Čeplak Slovenië                                                | 1.57,65  | Mayte Martínez Spanje                                                            | 1.58,86     | Kelly Holmes Verenigd Koninkrijk                                           | 1.59,83  |
| 1500 m               | Süreyya Ayhan Turkije                                                  | 3.58,79  | Gabriela Szabó Roemenië                                                          | 3.58,81     | Tatjana Tomasjova Rusland                                                  | 4.01,28  |
| 5000 m               | Marta Domínguez Spanje                                                 | 15.14,76 | Sonia O'Sullivan Ierland                                                         | 15.14,85    | Yelena Zadorozhnaya Rusland                                                | 15.15,22 |
| 10.000 m             | Paula Radcliffe Verenigd Koninkrijk                                    | 30.01,09 | Sonia O'Sullivan Ierland                                                         | 30.47,59 NR | Lyudmila Biktasheva Rusland                                                | 31.04,00 |
| Marathon details     | Maria Guida Italië                                                     | 2:26.05  | Luminita Zaituc Duitsland                                                        | 2:26.58     | Sonja Oberem Duitsland                                                     | 2:28.45  |
| 100 m horden         | Glory Alozie Spanje                                                    | 12,73    | Olena Krasovska Oekraïne                                                         | 12,88       | Yana Kasova Bulgarije                                                      | 12,91    |
| 400 m horden         | Ionela Târlea Roemenië                                                 | 54,95    | Heike Meißner Duitsland                                                          | 55,89       | Anna Olichwierczuk Polen                                                   | 56,18    |
| 20 km snelwandelen   | Olimpiada Ivanova Rusland                                              | 1:6.42   | Jelena Nikolajeva Rusland                                                        | 1:28.20     | Erica Alfridi Italië                                                       | 1:28.33  |
| 4x100 m              | Delphine Combe Muriel Hurtis Sylviane Félix Odiah Sidibé Frankrijk     | 42,46    | Melanie Paschke Gabi Rockmeier Sina Schielke Marion Wagner Duitsland             | 42,54       | Natalia Ignatova Joelia Tabakova Irina Chabarova Larisa Kroeglova Rusland  | 43,11    |
| 4x400 m              | Florence Ekpo-Umoh Birgit Rockmeier Claudia Marx Grit Breuer Duitsland | 3.25,10  | Natalja Antjoech Natalja Nazarova Anastasia Kapatsjinskaja Olesja Zykina Rusland | 3.25,59     | Zuzanna Radecka Grażyna Prokopek Małgorzata Pskit Anna Olichwierczuk Polen | 3.26,15  |
| Hoogspringen         | Kajsa Bergqvist Zweden                                                 | 1,98     | Marina Koeptsova Rusland                                                         | 1,92        | Olga Kaliturina Rusland                                                    | 1,89     |
| Polsstokhoogspringen | Svetlana Feofanova Rusland                                             | 4,60     | Jelena Isinbajeva Rusland                                                        | 4,55        | Yvonne Buschbaum Duitsland                                                 | 4,50     |
| Verspringen          | Tatyana Kotova Rusland                                                 | 6,85     | Jade Johnson Verenigd Koninkrijk                                                 | 6,73        | Tünde Vaszi Hongarije                                                      | 6,73     |
| Hink-stap-springen   | Ashia Hansen Verenigd Koninkrijk                                       | 15,00    | Heli Koivula Finland                                                             | 14,83       | Yelena Oleynikova Rusland                                                  | 14,54    |
| Kogelstoten          | Irina Korzhanenko Rusland                                              | 20,64    | Vita Pavlysh Oekraïne                                                            | 20,02       | Svetlana Kriveljova Rusland                                                | 19,56    |
| Discuswerpen         | Ekaterini Vongoli Griekenland                                          | 64,31    | Natalja Sadova Rusland                                                           | 64,12       | Anastasía Kelesídou Griekenland                                            | 63,92    |
| Kogelslingeren       | Olga Kuzenkova Rusland                                                 | 72,94    | Kamila Skolimowska Polen                                                         | 72,46       | Manuela Montebrun Frankrijk                                                | 72,04    |
| Speerwerpen          | Mirela Maniani Griekenland                                             | 67,47    | Steffi Nerius Duitsland                                                          | 64,09       | Mikaela Ingberg Finland                                                    | 63,50    |
| Zevenkamp            | Carolina Klüft Zweden                                                  | 6542     | Sabine Braun Duitsland                                                           | 6434        | Natallia Sazanovich Wit-Rusland                                            | 6341     |

### Medaillespiegel
| Plaats | Land                | Goud | Zilver | Brons | Totaal |
| 1      | Rusland             | 7    | 9      | 8     | 24     |
| 2      | Spanje              | 6    | 3      | 6     | 15     |
| 3      | Verenigd Koninkrijk | 5    | 2      | 5     | 12     |
| 4      | Frankrijk           | 4    | 1      | 2     | 7      |
| 5      | Griekenland         | 4    | 0      | 2     | 6      |
| 6      | Oekraïne            | 3    | 3      | 1     | 7      |
| 7      | Zweden              | 3    | 1      | 1     | 5      |
| 8      | Duitsland           | 2    | 9      | 8     | 19     |
| 9      | Hongarije           | 2    | 0      | 2     | 4      |
| 10     | Polen               | 1    | 2      | 4     | 7      |
| 11     | Finland             | 1    | 1      | 1     | 3      |
| 11     | Portugal            | 1    | 1      | 1     | 3      |
| 13     | Denemarken          | 1    | 1      | 0     | 2      |
| 13     | Tsjechië            | 1    | 1      | 0     | 2      |
| 13     | Roemenië            | 1    | 1      | 0     | 2      |
| 16     | Italië              | 1    | 0      | 3     | 4      |
| 17     | Slovenië            | 1    | 0      | 0     | 1      |
| 17     | Israël              | 1    | 0      | 0     | 1      |
| 17     | Turkije             | 1    | 0      | 0     | 1      |
| 20     | België              | 0    | 2      | 0     | 2      |
| 20     | Estland             | 0    | 2      | 0     | 2      |
| 20     | Ierland             | 0    | 2      | 0     | 2      |
| 23     | Kroatië             | 0    | 1      | 0     | 1      |
| 23     | Letland             | 0    | 1      | 0     | 1      |
| 23     | Litouwen            | 0    | 1      | 0     | 1      |
| 23     | Nederland           | 0    | 1      | 0     | 1      |
| 23     | Zwitserland         | 0    | 1      | 0     | 1      |
| 28     | Wit-Rusland         | 0    | 0      | 1     | 1      |
| 28     | Bulgarije           | 0    | 0      | 1     | 1      |
| Totaal | Totaal              | 46   | 46     | 46    | 138    |

## Deelnemende landen
Hieronder volgt een lijst van de 47 deelnemende landen en het aantal atleten per land.
- Albanië (6)
- Andorra (1)
- Armenië (1)
- Oostenrijk (14)
- Azerbeidzjan (2)
- Wit-Rusland (27)
- België (17)
- Bosnië en Herzegovina (1)
- Bulgarije (13)
- Kroatië (13)
- CYP (2)
- Tsjechië (40)
- Denemarken (16)
- Estland (14)
- Finland (49)
- Frankrijk (66)
- Georgië (2)
- Duitsland (88)
- Gibraltar (1)
- Verenigd Koninkrijk (60)
- Griekenland (51)
- Hongarije (30)
- IJsland (3)
- Ierland (29)
- Israël (13)
- Italië (94)
- Letland (16)
- Litouwen (13)
- Noord-Macedonië (1)
- Malta (2)
- Moldavië (5)
- Monaco (1)
- Nederland (30)
- Noorwegen (17)
- Polen (55)
- Portugal (39)
- Roemenië (22)
- Rusland (89)
- San Marino (1)
- Slowakije (17)
- Slovenië (22)
- Spanje (70)
- Zweden (45)
- Zwitserland (10)
- Turkije (8)
- Oekraïne (37)
- Joegoslavië (9)

1934 ·
1938 ·
1946 ·
1950 ·
1954 ·
1958 ·
1962 ·
1966 ·
1969 ·
1971 ·
1974 ·
1978 ·
1982 ·
1986 ·
1990 ·
1994 ·
1998 ·
2002 ·
2006 ·
2010 ·
2012 ·
2014 ·
2016 ·
2018 ·
2022 ·
2024
Belgische medaillewinnaars · Nederlandse medaillewinnaars